# Kriele (Kotzen)
Kriele ist ein Ortsteil der Gemeinde Kotzen in Brandenburg.

## Lage
Der Ortsteil liegt nordöstlich des Gemeindezentrums. Nordwestlich befindet sich der weitere Ortsteil Landin. Im Osten grenzt die Gemeinde Mühlenberge an.

## Geschichte

### 14. bis 16. Jahrhundert

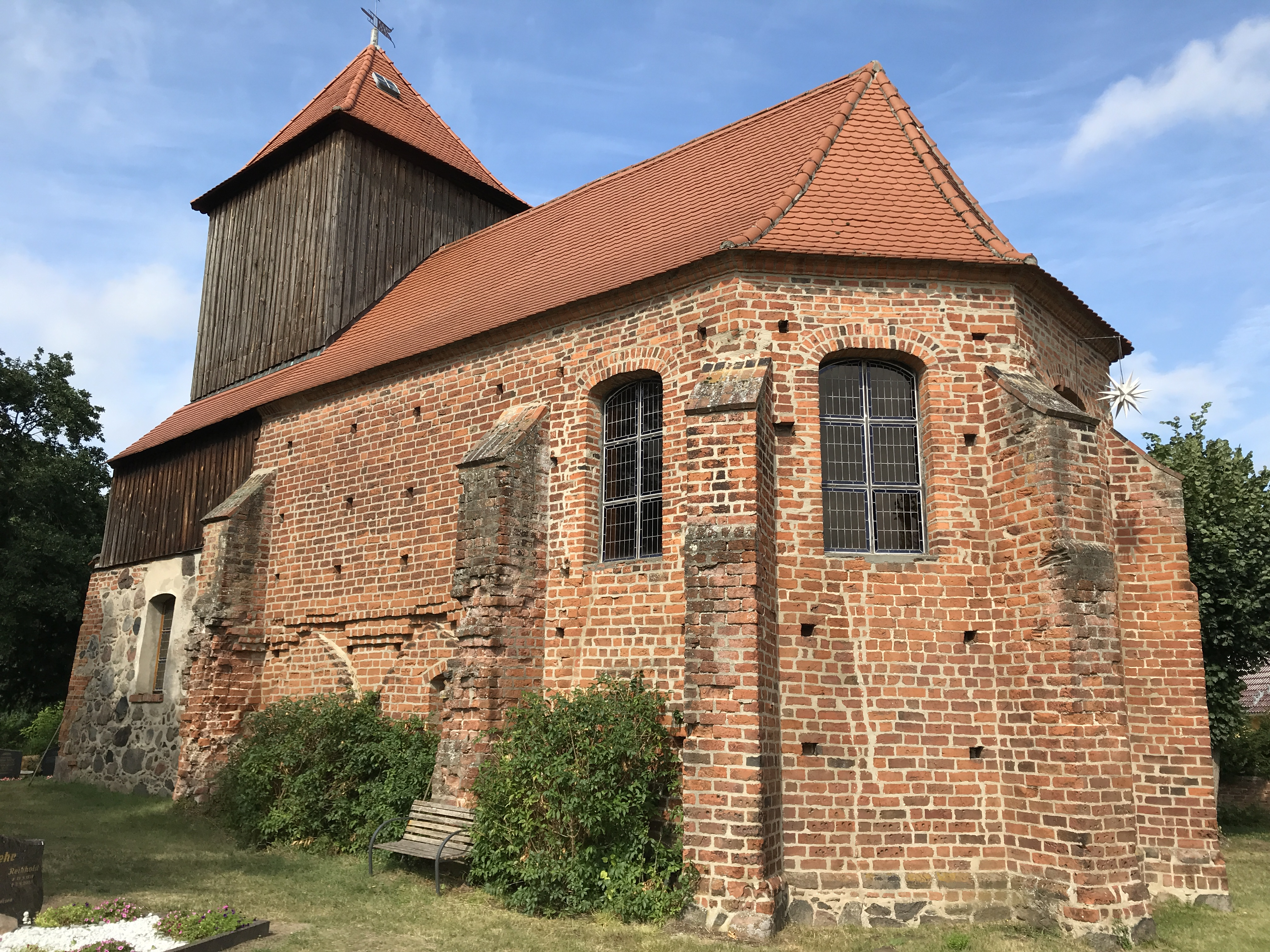
Dorfkirche Kriele

Das Dorf Krele wurde erstmals im Jahr 1353 urkundlich erwähnt und gehörte vor 1353 der Familie von Bredow. Es kam im Jahr 1375 als Kryle, Krile in den Besitz der Familie von Stechow und Welle und war zu dieser Zeit 30 Hufen groß. Davon standen dem Pfarrer 4 Hufen zu, der Familie Welle 5 Hufen zum Hof. Die Familie Stegewitz besaß 8 Hufen zum Hof, von denen vier der Präfektur gehörten. Es gab außerdem 15 Kossäten, einen Krug und eine Windmühle. Der Name des Dorfes dürfte sich von den Bewohnern der Gemeinde Kriel bei Köln ableiten. Die Dorfkirche entstand ebenfalls im 14. Jahrhundert. In einer kurzen Zeit von 1411 bis 1427 war das Dorf im Besitz der Familie von Eilenburg, kam anschließend wieder an die von Bredow zu Friesack, Kriele und Landin, die es bis 1827 hielten. Um 1500 erschien die Schreibweise Kriele. Das Dorf gehörte 1541 zur Herrschaft Friesack. Dem Pfarrer standen zu dieser Zeit nur noch zwei Hufen zu. Ein Rittersitz mit sechs Hufen und einem großen Garten wurde erstmals 1580 erwähnt. Es gab außerdem elf Zweihufner, einen Müller, sechs Kossäten einschließlich des Krügers sowie einen Schneider.

### 17. Jahrhundert
Im Jahr 1624 lebten im Dorf 14 Hufner, neun Kossäten, ein Müller, ein Hirt, ein Schäfer, ein Schmied und mehrere Schäferknechte. Die Gemarkung war 30 Hufen groß; hinzu kamen zwei Pfarrhufen. Ein Hof mit sieben Hufen wurde von den von Bredow freigelassen. Im Jahr 1641 war die Gemarkung nach wie vor 30 Hufen groß; 1663 erschienen erneut die 6 Ritterhufen in den Akten.

### 18. Jahrhundert
Eine Statistik aus dem Jahr 1708 führte für Kriele fünf Zweihufner auf (darunter den Schulzen), zehn Einhufner sowie drei wüste Hufen. Es gab 3 ½ besetzte und einen wüst liegenden Kossätenhof, einen Schmied, einen Pachtmüller, einen Pachtschäfer und einen Kuhhirten mit Vieh. Die Einwohner brachten auf 23 Hufen insgesamt 11 Scheffel Roggen, 8 Scheffel Gerste und 3 Scheffel Hafersaat aus. Im Jahr 1745 lebten im Dorf 15 Bauern und 3 ½ Kossäten; es gab eine Windmühle. Eine Statistik aus dem Jahr 1772 führte den Prediger, 14 Bauern, sechs Kossäten und Büdner sowie einen Müller auf; außerdem gab es eine Schmiede.

### 19. Jahrhundert
Im Jahr 1800 lebten im Dorf 15 Ganzbauern, zwei Kossäten, acht Kötter und sechs Einlieger. Es gab eine Schmiede, eine Windmühle und einen Krug. Die Gemarkung umfasste 23 Bauernhufen und 9 Lehnhufen sowie 37 Feuerstellen (=Haushalte). Im Jahr 1840 standen in Dorf und Gut insgesamt 32 Wohnhäuser. Das Dorf war im Jahr 1860 insgesamt 2150 Morgen (Mg) groß: 36 Mg Gehöfte, 20 Mg Gartenland, 824 Mg Acker, 705 Mg Wiese, 514 Mg Weide, 51 Mg Wald. Darauf standen fünf öffentliche, 32 Wohn- und 59 Wirtschaftsgebäude, darunter eine Getreidemühle. Das Rittergut umfasste 2398 Mg: 3 Mg Gehöfte, 8 Mg Gartenland, 932 Mg Acker, 865 Mg Wiese, 590 Mg Weide sowie vier Häuser und sieben Wirtschaftsgebäude.

### 20. und 21. Jahrhundert
Zur Jahrhundertwende war das Dorf 567 Hektar (ha) groß und umfasste 36 Häuser. Im 621 ha großen Gut standen fünf Häuser. Der Gutsbezirk wurde im Jahr 1928 mit Gemeinde Landin vereinigt; das Dorf umfasste im Jahr 1931 insgesamt 567 ha mit 35 Wohnhäusern.
Nach dem Zweiten Weltkrieg wurden 532 ha an den Bodenfonds übergeben und von dort an 57 Eigentümer aufgeteilt: 12 landlose Bauern und Landarbeiter, zwei landarme Bauern, 32 Umsiedler und eine Schule. Eine Waldzulage ging an zwei Altbauern. Im Jahr 1953 gründete sich eine LPG Typ I, die 1958 in einen Typ III umgewandelt wurde. Sie umfasste 1955 insgesamt neun Mitglieder mit 41 ha Fläche. Im Jahr 1960 gab es die LPG Typ III mit 34 Mitgliedern und 232 ha Fläche sowie eine LPG Typ I mit 23 Mitgliedern und 107 ha Fläche.
Im Zuge der brandenburgischen Gemeindegebietsreform schlossen sich die Dörfer Kotzen, Kriele und Landin am 26. Oktober 2003 zur Gemeinde Kotzen zusammen.

## Bevölkerungsentwicklung
| Jahr      | 1800 | 1817 | 1840 | 1858                | 1895 | 1925 | 1939 | 1946 | 1964 |
| Einwohner | 214  | 221  | 229  | Dorf 220 und Gut 34 | 281  | 318  | 141  | 453  | 305  |

## Kultur und Sehenswürdigkeiten

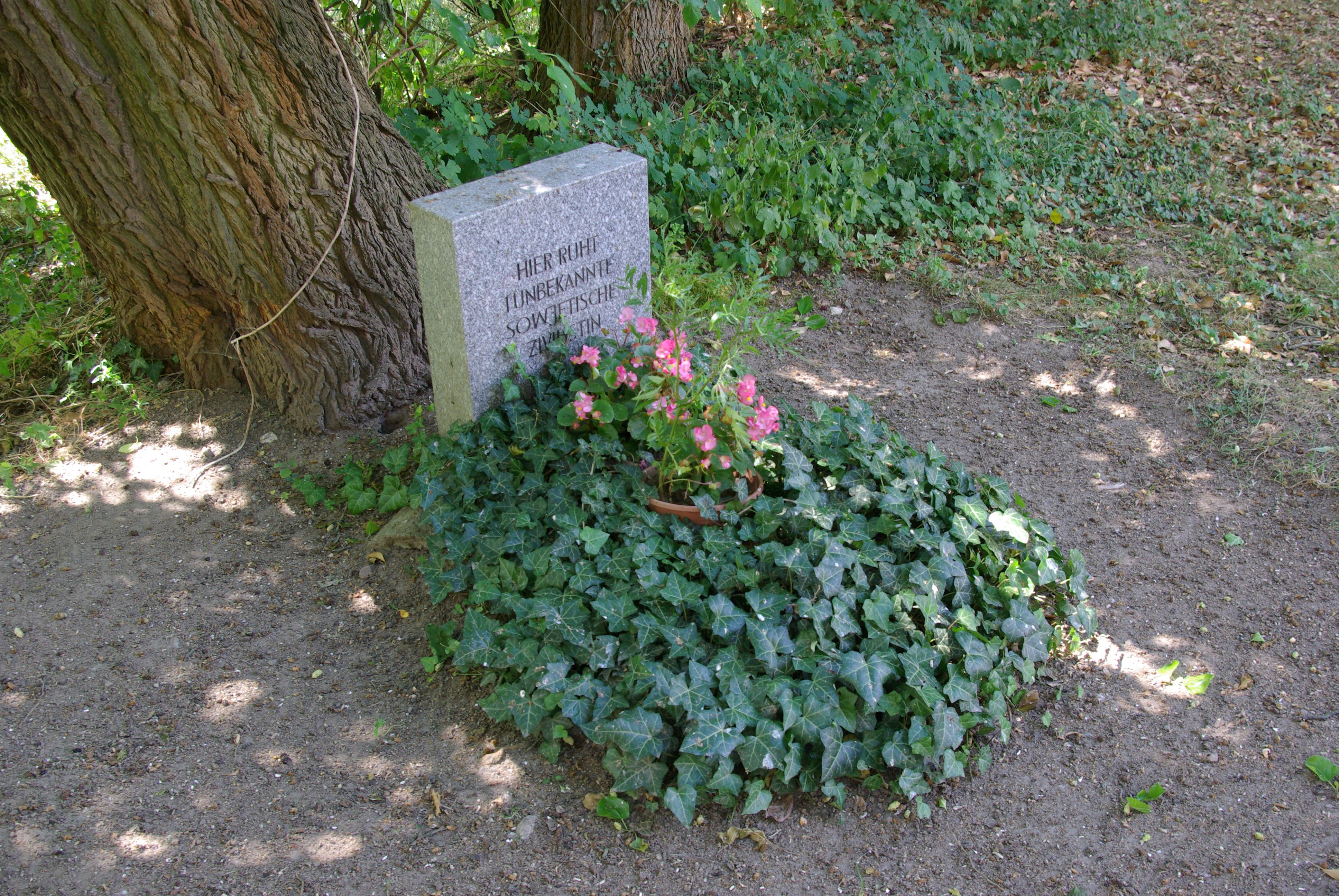
Grab für sowjetische Zwangsarbeiterin

- Die Dorfkirche Kriele entstand in der Mitte des 14. Jahrhunderts und wurde zum 21. Jahrhundert umfassend saniert. Im Turm befindet sich eine Glocke aus dem Jahr 1675.
- Auf dem Friedhof befindet sich ein denkmalgeschütztes Grab für eine sowjetische Zwangsarbeiterin